# Хиль, Леонардо
Леонардо Роке Альбано Хиль (исп. Leonardo Roque Albano Gil; род. 31 мая 1991, Рио-Гальегос) — аргентинский футболист, полузащитник. Ныне выступает за чилийский клуб «Коло-Коло».

## Биография
Леонардо Хиль начинал карьеру футболиста в клубе КАИ, выступая за него в Примере B Насьональ и Торнео Архентино A. В середине 2012 года он был отдан в аренду команде Примеры B Насьональ «Олимпо», с которой по итогам сезона 2012/13 вышел в Примеру. После чего Хиль заключил с «Олимпо» полноценный контракт.
4 августа 2013 года полузащитник дебютировал в аргентинской Примере, выйдя в основном составе в гостевом матче с «Сан-Лоренсо». 9 мая 2014 года Хиль забил свой первый гол на высшем уровне, открыв счёт в домашнем поединке против «Годой-Круса».
7 января 2015 года Леонардо Хиль подписал контракт с «Эстудиантес». Сезон 2016/17 он отыграл на правах аренды за «Тальерес» из Кордовы, после чего, в середине 2017 года перешёл в «Росарио Сентраль».

## Титулы и достижения
- Обладатель Кубка Аргентины (1): 2018